# هيروفومي ياماشيتا
هيروفومي ياماشيتا هو سياسي ياباني، ولد في 19 فبراير 1934 في ناغاساكي في اليابان، وتوفي في 21 يوليو 2000.